# Ionisationsröhre

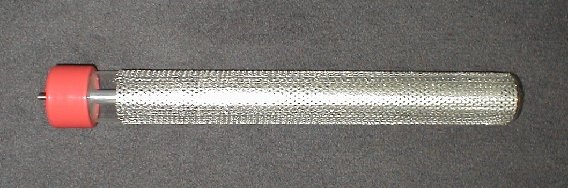
Monopolare Ionisationsröhre vom Typ: IR-E M5-7

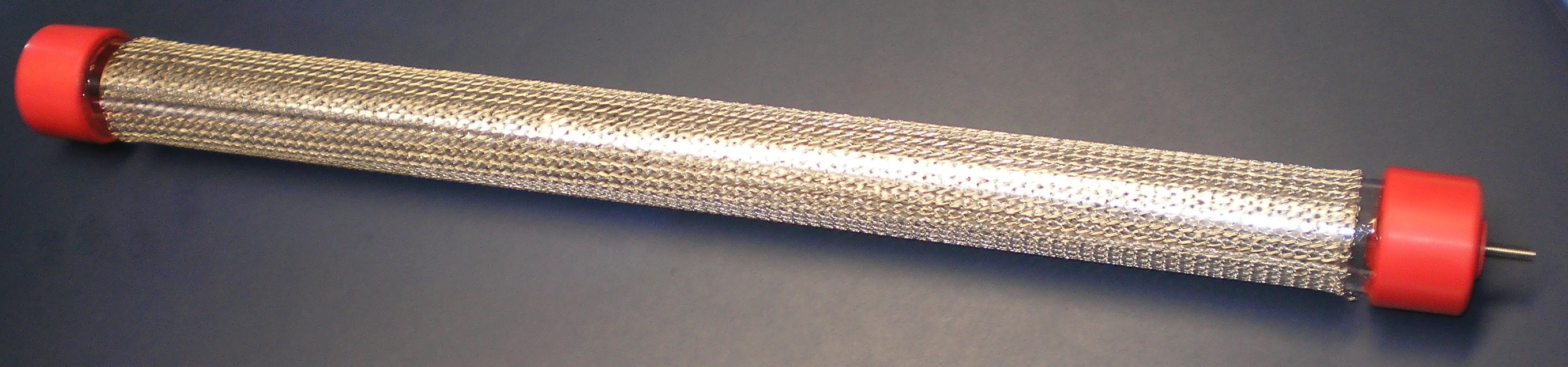
Bipolare Ionisationsröhre

Eine Ionisationsröhre ist wesentlicher Bestandteil eines Luftionisators zur Ionisierung der Umgebungsluft und Bildung von freien Sauerstoffradikalen mit dem Ziel der Luftaufbereitung. Die Ionisationsröhre besteht aus einem zylindrischen Isolator in Form eines dünnen, nicht leitenden, einseitig geschlossenen Glaskolbens, in dessen Hohlraum sich eine hülsenförmige metallische Innenelektrode anlehnt und der außerhalb von einer hülsenförmigen metallischen Außenelektrode umschlossen wird. Durch Anlegen von Hochspannung zwischen 1,5 kV und 2,85 kV entstehen Koronaentladungen, die eine diffuse Elektronenemission an die Luft abgegeben.
Es gibt zahlreiche externe und interne Steuer- und Regelsysteme für Ionisationsgeräte mit Ionisationsröhren, die mit Betriebsspannung von 1,5–2,85 kV auf der Ionisationsröhre betrieben werden. Je nach Ionisationsröhrentyp wird hierbei eine sehr geringe Leistung von 1 bis 7 W benötigt. Der Übergang von einer Ionisationsröhre zu einer ozonbildenden Ionisationsröhre, typisch sind Betriebsspannungen über 3 kV, ist fließend und nur von der Höhe der Betriebsspannung, an der Röhre selbst, bestimmt. 

## Geschichte
Die erste Ozonröhre wurde 1857 durch Werner von Siemens entwickelt und diente der reinen Ozonerzeugung, um im großtechnischen Stil die Trinkwasserqualität in Städten sicherzustellen und somit Erkrankungen, durch verunreinigtes Trinkwasser, zu vermeiden.

## Aufbau
Der klassische Aufbau einer Isolatorröhre, in Form einer Ionisationsröhre, bestand aus einem sehr dünnwandigen, einseitig geschlossenen Glaskolben zumeist aus Bergkristall oder Borosilikatglas, in dem sich innerhalb eine gelochte metallische Elektrode befand. Die angelegte Hochspannung gelangt vom Transformator über einen Gewindezapfen in der einseitigen Abschlusskappe des Glaskolbens und einem inneren Stehbolzen mit stirnseitigem Kontaktfederkranz zum inneren Lochblech, welches als Elektrode diente.
Die bei der auftretenden stillen elektrischen Entladung entstehenden Koronaren auf der Isolatorröhre leuchten leicht grün. Glaskolben und Abschlusskappe werden dauerhaft miteinander verklebt. Die Verklebung ergibt nach dem Aushärten eine Dichtlippe, die das Eindringen von Feuchtigkeit, Fett und Schmutz verhindert. Diese geschlossene und dichte Bauform minimiert die innere Oxidation aller Einbauteile und ermöglicht den langlebigen und kurzschlussfreien Dauerbetrieb, auch bei hoher Luftfeuchtigkeit. Herkömmliche Ionisationsröhren verloren im Dauerbetrieb bereits nach 10.000 Betriebsstunden an Ionisationsleistung, da die innere Elektrode aus reinem Aluminium war und rein physikalisch, als Opferanode, in Lösung ging. Auch die mit Edelgas gefüllte Isolatorröhren verlängerte die Dauerbetriebsleistung nicht wesentlich. Neuere Bauformen verwenden heute hochwertige Verbundstoffe, Edelstahl und spezielles Industrieglas.

## Entwicklung
Der Hauptausfallgrund einer Ionisationsröhre ist der Glasbruch des dünnen Isolatorglaskolbens, der bereits bei kleinen Haarrissen zum elektrischen Kurzschluss führt. Verunreinigungen im Glas sind sehr selten, können jedoch auch zu einem punktuellen Durchschlag führen. Herkömmliche Quarzgläser als Isolatorglas altern in ihrer Struktur, welches in Folge der Weiterentwicklungen in der Glasindustrie durch ein modernes Industrieglas ersetzt wurde. Diese Industriegläser verfügen heute über ganz besondere elektrische Eigenschaften, wie diese im Rohrleitungsbau der Chemischen und Pharmazeutischen Industrie gefordert werden. Die Elektrische Leitfähigkeit dieser Glasrohre entspricht < 10−8 S/m, wobei der Spezifische Widerstand von 1·1016 bis 1021 Ω·mm2/m beträgt. Gleichzeitig werden Alterung, UV-Beständigkeit, Vergilbungen, Schlagfestigkeit, Haarrisse und die elektrische Durchschlagsgefahr von diesen modernen Seriengläsern sicher vermieden.
Bei den heutigen Ionisationsröhren wird als innere Elektrode zunehmend, statt einem reinen Aluminium-Lochblech, ein Verbundmetall aus Edelstahl und Aluminium mit 0,2 Millimetern Dicke verwendet und somit die Standzeit der Ionisationsröhre auf sichere 24.000 bis max. 48.000 Betriebsstunden verlängert.
Einige Hersteller verwenden statt eines Lochbleches aus Verbundmetall z. B. Borstenkontakte, Streckmetall, Spiraldraht, Metallfedern oder eine Silberbeschichtung, aufgebracht auf der Innenwand des Glaskolbens, als Innenelektrode.
Die äußere Elektrode um den Glaskolben, in Form einer Hülse, bestand anfangs aus einer starren Drahtmatte, die längsseitig als scharfkantige Naht punktgeschweißt wurde. Diese wurde im Laufe der Zeit durch ein langlebiges, unempfindliches, weiches Edelstahlgestrick ersetzt, welches wartungsfrei ist. Schmutzablagerungen, Verfettungen und Silikatbildungen im Drahtgeflecht, können bei Wartungsarbeiten leicht ausgewaschen werden. Die äußere Kathode kann selbst nach dem Defekt des Isolators weiter verwendet werden. Die spätere Entsorgung aller Metallteile kann ganz normal über den Metallhandel erfolgen.

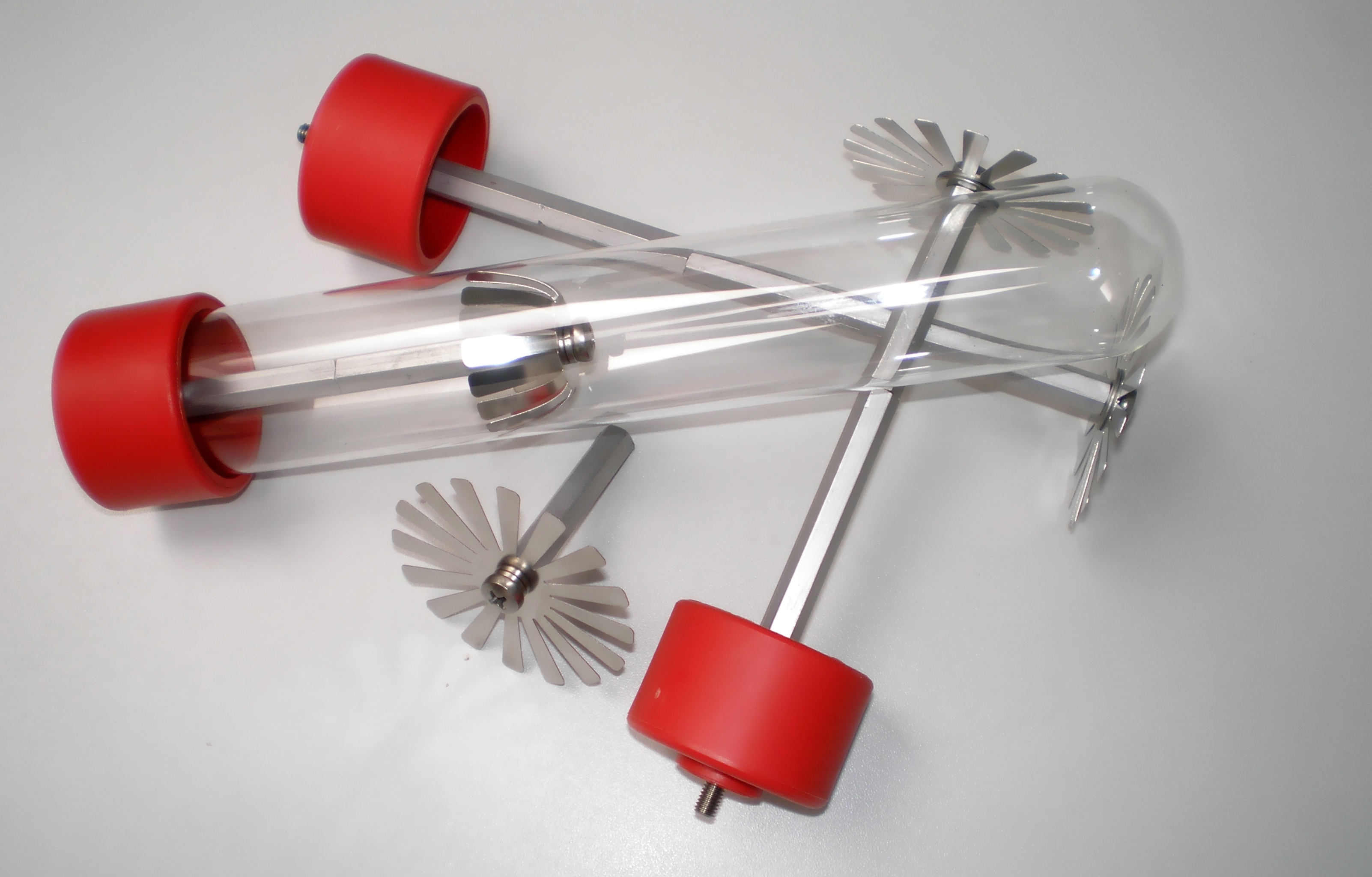
Edelstahl-Kontaktfederkranz in einer Ionisationsröhre

Ionisationsröhren heutiger Bauart bestehen aus Materialien, die insgesamt der Armaturenklasse UL94 (IEC/DIN EN 60695-11-10 und 60695-11-20), dem strengen UL-Standard (USA) entsprechen und in der Schutzart IP54 eingebaut werden können.
Die im Inneren eingesetzten Werkstoffe aus Aluminium, Verbundmetallen und Edelstahl, sind ebenso Serienteile und entsprechen der DIN-Norm.
Die Abschlusskappe am Isolatorkolben ist ein Spritzgussteil aus Glasfaser verstärktem Polypropylen PP mit formstabilen und brandmindernden Eigenschaften. Der Anschluss-Gewindezapfen in der Abschlusskappe ist ein Edelstahl-Drehteil oder auch Stanzteil nach DIN-Norm, das in beliebiger Form und Dimension eingepasst werden kann. Je nach Hersteller variieren diese Anschlusszapfen und sind abhängig vom Bautyp des dazu passenden Ionisationsgerätes. Alle Gewindezapfen sind weitestgehend wartungsfrei.

## Typen

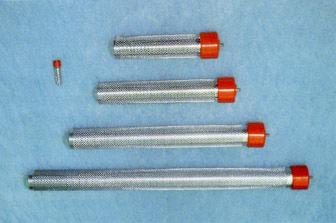
Darstellung von verschiedenen Größentypen der Ionisationsröhre, ca. 1970

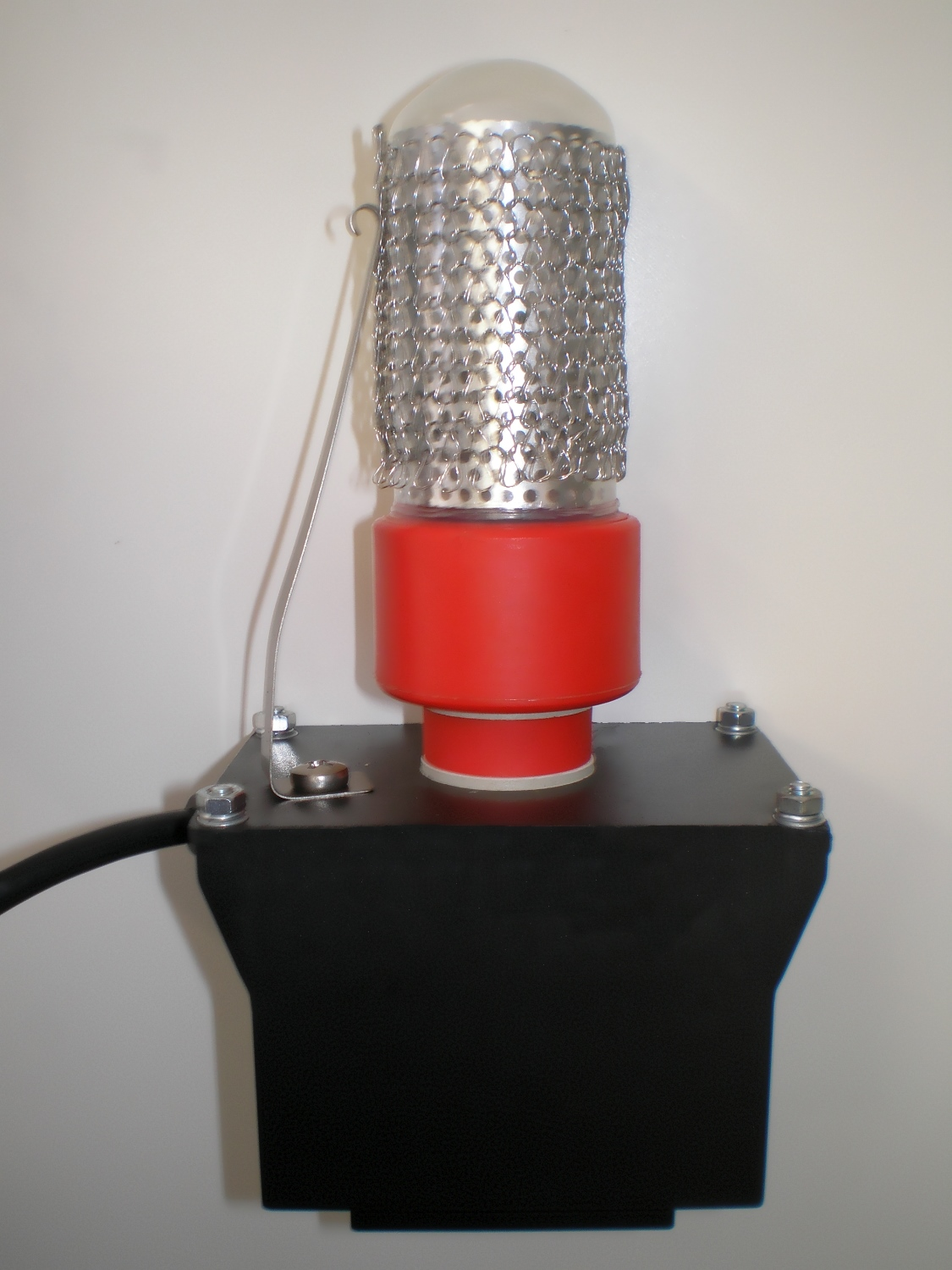
Ionisationsmodul mit IR-B M5-7 mm Ionisationsröhre bei 2850 V und 230 V, 50 Hz Wechselspannung für Luftmengen bis zu 200 m³/h in Wohnungslüftung

Jede Ionisationsröhre definiert ihre Leistungsabgabe über die in ihr verwendeten Materialien und über die äußere Fläche der Korona auf dem Isolatorkolben im Bereich der äußeren Elektrode. Verschiedene Längen werden unter verschiedenen Typenbezeichnungen definiert. Ein weiterer Aspekt, ist der Durchmesser des Isolatorkolbens und dessen minimale Wandstärke. Ein dritter Aspekt sind unterschiedliche Gewindezapfen in der Abschlusskappe der Ionisationsröhre, die je nach Hersteller metrisch M5 oder M6 sein können.
Ionisationsröhren mit lediglich einer Abschlusskappe und einseitig geschlossenem Glaskolben verfügen über einen Anodenanschluss und benötigen eine lose Kathodenklemme. Ionisationsbipolröhren mit zwei Abschlusskappen an einem Stück Glasrohr, werden beidseitig gelagert und verfügen sowohl über einen Anodenanschluss als auch über einen Kathodenanschluss.

## Lebensdauer

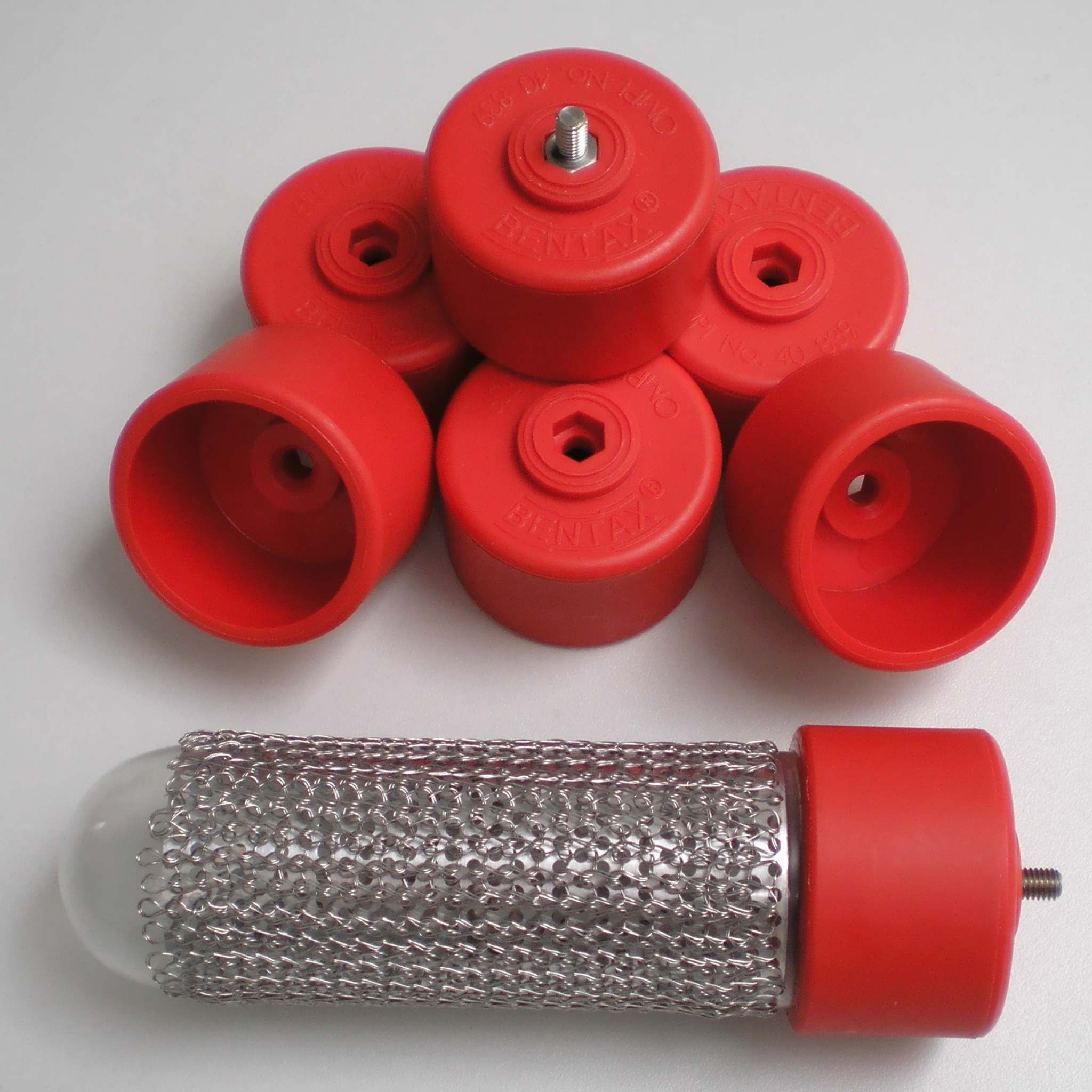
Abschlusskappe aus PP an einer Ionisationsröhre

Die Lebensdauer der Ionisationsröhre hängt im Wesentlichen vom Handling bzw. Transport der gesamten Ionisationsröhre und im Besonderen des Glaskolbens vor dem eigentlichen Einbau ab, da es zu Haarrissen oder Schmutzablagerungen kommen kann. Luftfeuchtigkeit, Fettablagerung und Schmutzablagerung auf der Ionisationsröhre, verursachen oftmals ungewollt Kriechströme bis in das Ionisationsgerät und zerstören die Ionisationstechnik. Es kommt ebenso zum Kurzschluss im Hochspannungstrafo. Diese Kriechströme hinterlassen sichtbare Brandspuren (wie ein Blitz) an der Abschlusskappe der Ionisationsröhre, am Ionisationsgerät bzw. im Transformator. Während des elektrischen Dauerbetriebs wirken Schwingungen an der Ionisationsröhre durch Luftströmung ein.

## Normen
DIN EN 61010 Sicherheitsbestimmungen für elektrische Mess-, Steuer-, Regel- und Laborgeräte
- Teil 1: Allgemeine Anforderungen - (IEC 61010-1:2010 + Cor.:2011); Deutsche Fassung EN 61010-1:2010